# Cerapachys jovis
Cerapachys jovis é uma espécie de formiga do gênero Cerapachys.